# Francesca Gerardi
Francesca Gerardi (Ceccano, 28 giugno 1984) è una politica italiana.

## Biografia
Consigliere comunale di Pontecorvo dal 2015 al 2020, alle elezioni politiche del 2018 è eletta deputata della Lega. È membro, dal 2018, della VI Commissione finanze nonché membro della Commissione parlamentare per la semplificazione.
È consigliere della Fondazione Italia USA.